# Delphinium schmalhausenii
Delphinium schmalhausenii är en ranunkelväxtart som beskrevs av Albov.. Delphinium schmalhausenii ingår i släktet storriddarsporrar, och familjen ranunkelväxter. Inga underarter finns listade i Catalogue of Life.